# Carhuaz
Carhuaz è un comune del Perù, situato nella Regione di Ancash e capoluogo della Provincia di Carhuaz.